# Gastrotheca longipes
Espèce
Synonymes
- Nototrema longipes Boulenger, 1882
- Hyla capitocarinata Andersson, 1945

Statut de conservation UICN

 LC  : Préoccupation mineure
Gastrotheca longipes est une espèce d'amphibiens de la famille des Hemiphractidae.

## Répartition
Cette espèce se rencontre en Amazonie entre 250 et 1 200 m d'altitude, :
- en Équateur dans les provinces de Morona-Santiago, de Pastaza, d'Orellana et de Napo ;
- au Pérou dans les régions de Loreto et de Amazonas.

## Publication originale
- Boulenger, 1882 : Catalogue of the Batrachia Salientia s. Ecaudata in the collection of the British Museum, ed. 2, p. 1-503 (texte intégral).